# Dwars door België 1964
De 20e editie van Dwars door België werd verreden op zaterdag 29 en zondag 30 maart 1964. Het eindklassement werd opgemaakt op punten. De wedstrijd kende 2 etappes en aansluitend een criterium voor de 25 best geklasseerden.

## 1e etappe

### Wedstrijdverloop
De start van de 1e etappe lag in Waregem en de finish in Genk. De afstand bedroeg 224 km. Het weer was erg slecht. Sels ontsnapte in de beginfase en kwam als eerste door op de Kwaremont. Enkele renners wisten aan te sluiten, het peloton er achter brak in 2 stukken. Na 106 km koers vond een hergroepering plaats. Er wisten 4 renners te ontsnappen, Hoban reed weg uit deze kopgroep en wist 8 seconden voorsprong te sprokkelen. Op 25 km voor de finish wisten 9 achtervolgers zich aan te sluiten bij de Engelsman. Scrayen had de beste papieren, maar reed lek vlak voor Genk. In de sprint tussen de koplopers in Genk won Vercauteren de sprint en zo deze etappe.

### Hellingen
Voor zover bekend moest de volgende helling in de 1e etappe beklommen worden:

### Uitslag
| Plaats  | Naam                | Ploeg | Tijd     |
| ------- | ------------------- | ----- | -------- |
| Winnaar | Etienne Vercauteren |       | 5u40'00" |
| 2       | Frans Verbeeck      |       | op 1"    |
| 3       | Piet van Est        |       | z.t.     |

## 2e etappe

### Wedstrijdverloop
De 2e etappe ging een dag later van Genk terug naar Waregem, de afstand bedroeg 183 km. In het begin regende aanvallen, maar geen enkele had succes en op 25 km van de finish was het peloton voor de zoveelste keer weer samen. Uiteindelijk reden De Boever en De Bruecker vlak voor Waregem weg, een groepje van 4 wist nog aan te sluiten en in de sprint van dit zestal won Van De Cavaye deze etappe.

### Uitslag
| Plaats  | Naam                 | Ploeg | Tijd     |
| ------- | -------------------- | ----- | -------- |
| Winnaar | Robert Van De Cavaye |       | 4u42'00" |
| 2       | René Heuvelmans      |       | z.t.     |
| 3       | Roger De Bruecker    |       | z.t.     |

## Criterium
De 25 best geklasseerde renners reden tot slot nog een criterium over 30 km op dezelfde zondag. De Boever wist solo te winnen. Van Est won op punten deze editie van Dwars door België.

### Uitslag
| Plaats  | Naam               | Ploeg | Tijd   |
| ------- | ------------------ | ----- | ------ |
| Winnaar | Jaak De Boever     |       | 44'00" |
| 2       | Gustaaf De Smet    |       | op 10" |
| 3       | Lambert van de Ven |       | op 20" |

## Eindklassement
| Plaats  | Naam                   | Ploeg | Punten |
| ------- | ---------------------- | ----- | ------ |
| Winnaar | Piet van Est           |       | 17     |
| 2       | Etienne Vercauteren    |       | 23     |
| 3       | Jos De Wit             |       | 31     |
| 4       | Romain Van Wijnsberghe |       | 33     |
| 5       | Gustaaf De Smet        |       | 33     |
| 6       | Frans Verbeeck         |       | 36     |
| 7       | Jaak De Boever         |       | 38     |
| 8       | Willy Raes             |       | 39     |
| 9       | Daniël Andries         |       | 43     |
| 10      | Walter Muylaert        |       | 46     |

1945 · 1946 · 1947 · 1948 · 1949 · 1950 · 1951 · 1952 · 1953 · 1954 · 1955 · 1956 · 1957 · 1958 · 1959 · 1960 · 1961 · 1962 · 1963 · 1964 · 1965 · 1966 · 1967 · 1968 · 1969 · 1970 · 1971 · 1972 · 1973 · 1974 · 1975 · 1976 · 1977 · 1978 · 1979 · 1980 · 1981 · 1982 · 1983 · 1984 · 1985 · 1986 · 1987 · 1988 · 1989 · 1990 · 1991 · 1992 · 1993 · 1994 · 1995 · 1996 · 1997 · 1998 · 1999 · 2000 · 2001 · 2002 · 2003 · 2004 · 2005 · 2006 · 2007 · 2008 · 2009 · 2010 · 2011 · 2012 · 2013 · 2014 · 2015 · 2016 · 2017 · 2018 · 2019 · 2020 · 2021 · 2022 · 2023 · 2024 · 2025

Lijst van beklimmingen